# Sopečný spad

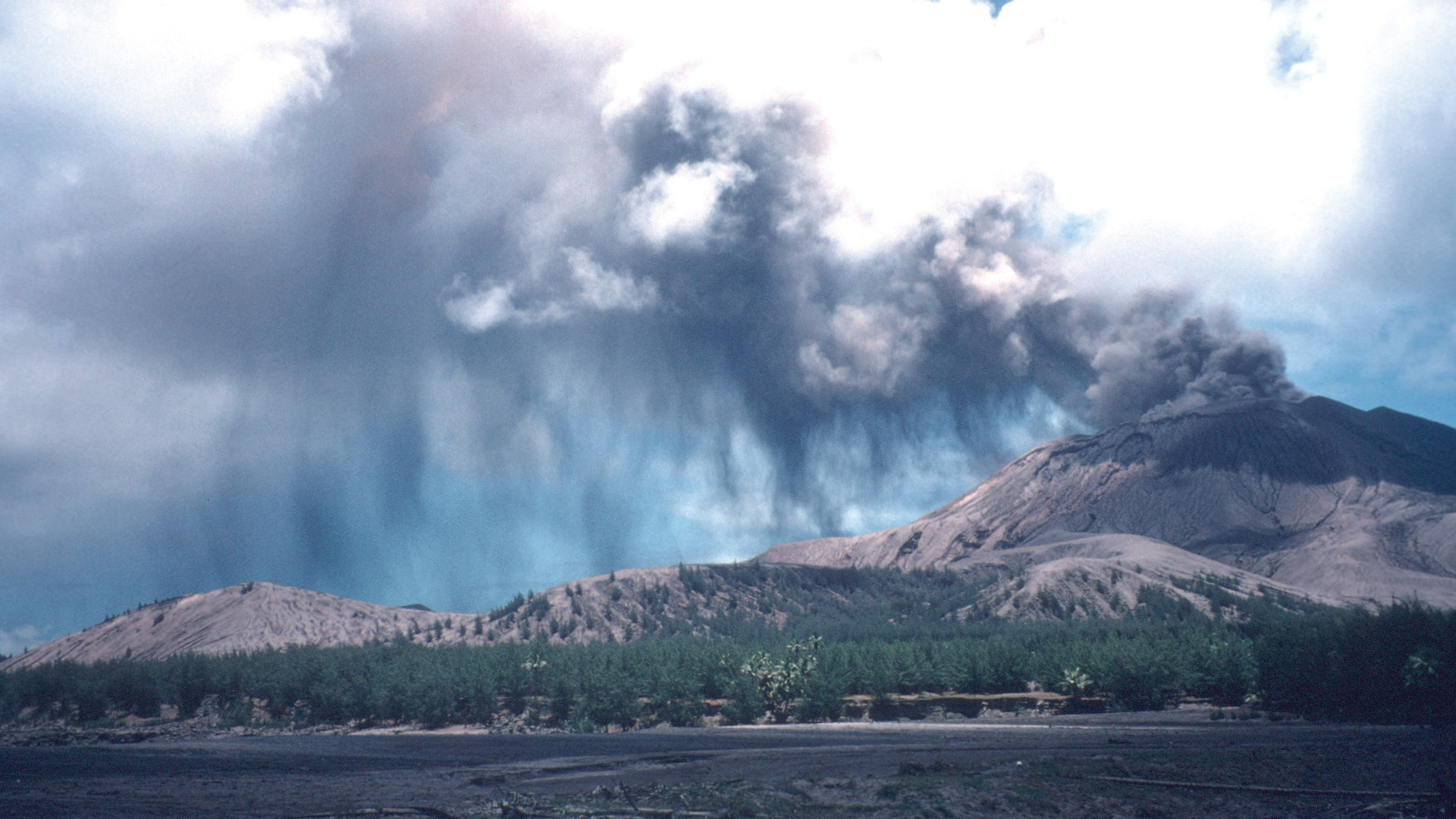
Sopečný spad, snášející se z oblaka popela na okolí sopky Pagan.

Sopečný spad je sedimentační proces, doprovázející některé typy explozivních sopečných erupcí, kdy se z vulkanického mraku na zemský povrch snáší pyroklastika, tedy různě velké úlomky sopečných hornin. 

## Popis

### Vznik pyroklastik

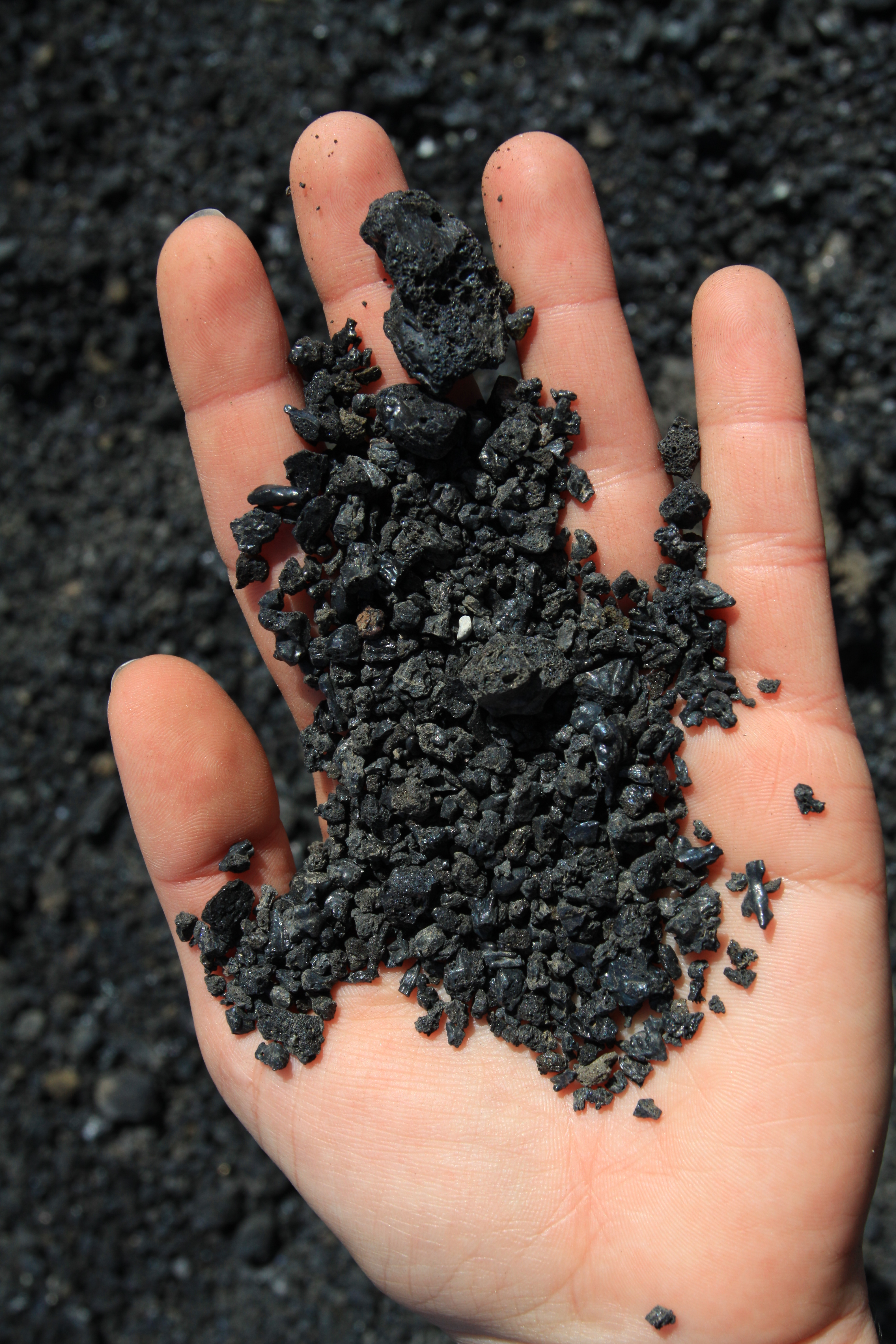
Lapilli (sopečná struska) na kanárském ostrově Lanzarote.

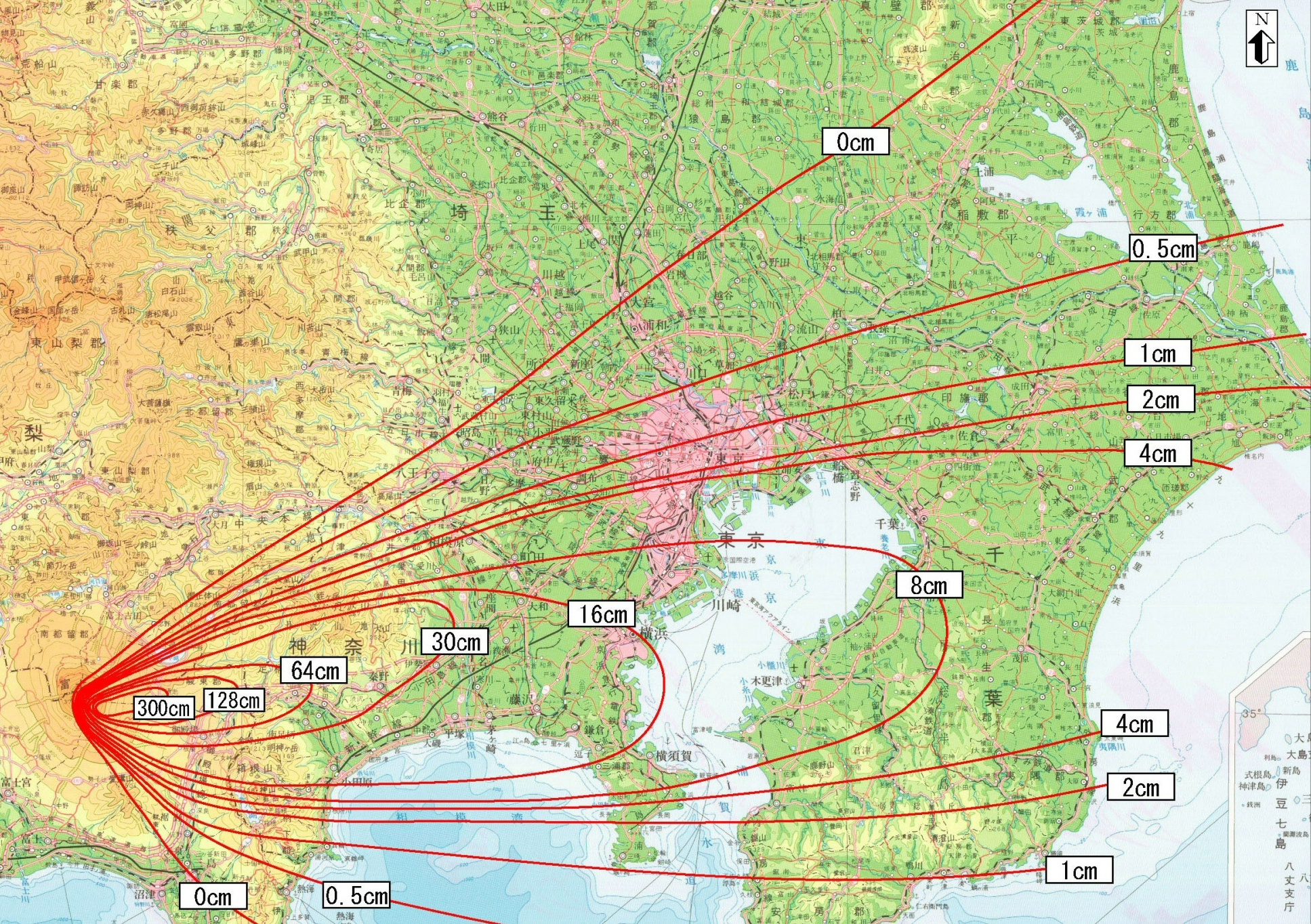
Izoliniemi vyznačené tloušťky napadané vrstvy tefry při erupci japonské Fudži (1707). Uprostřed snímku leží město Edo (dnes Tokio).

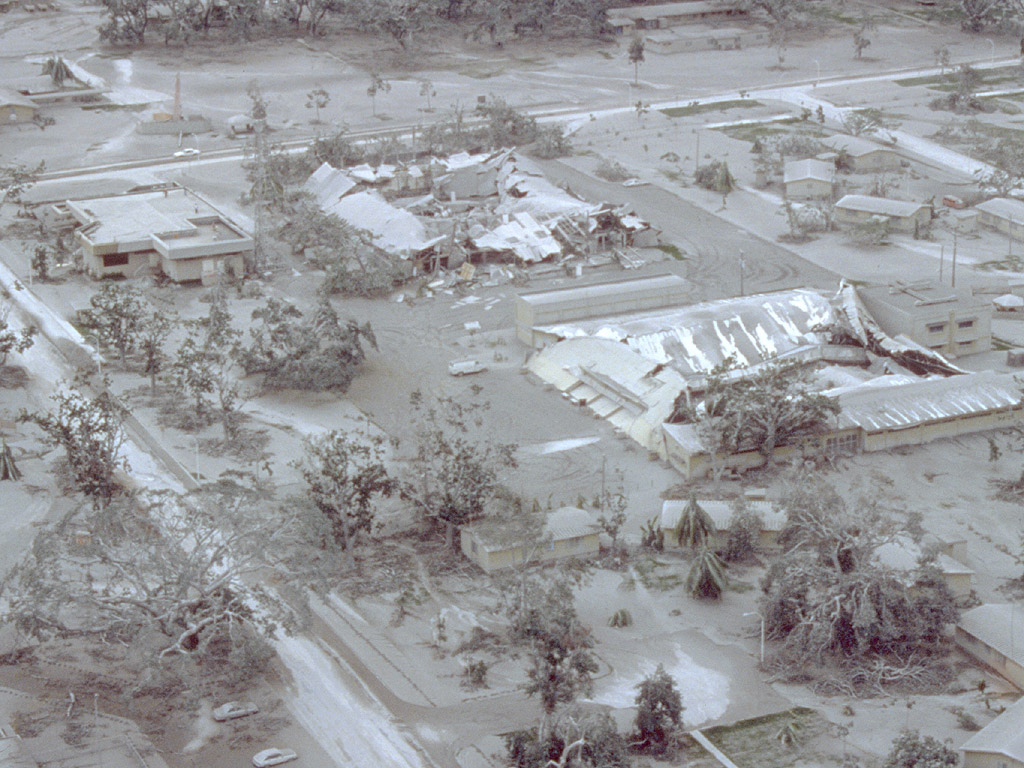
Zřícené střechy vojenské letecké základny na Filipínách, po erupci Pinatubo (1991)

Explozivní sopečná erupce je druh bouřlivé erupce, která do okolí prudce vyvrhuje sopečný materiál. Její výbušnost je způsobena velkým množství rozpuštěných sopečných plynů a viskózním (špatně tekutým) magmatem, zejména felsického či intermediálního složení (ryolit, dacit, andezit). Rozpuštěné plyny vlivem této vlastnosti nemohou volně uniknout a v tavenině je tak mimořádný tlak. Značný rozdíl vůči mnohem menšímu atmosférickému tlaku, během výstupu na povrch, má za následek jejich výbušné uvolnění. Při uvolnění energie je do okolí vyvrhován sopečný materiál v podobě pyroklastik. Za tyto erupce jsou zodpovědné hlavně vulkány, ležící na konvergentním rozhraní (subdukční zóny) tektonických desek. Zpravidla se jedná o stratovulkány, kam se řadí například: Vesuv, Fudži, Krakatoa, Mount St. Helens, Etna aj. Mezi pyroklastika rovněž patří i pemza, vulkanická hornina s nízkou objemovou hustotou, tvořenou ze 64–85 % póry. Vzniká tehdy, když sopečnými plyny silně nasycené magma je během erupce vystaveno velice rychlému ochlazení a snížení tlaku. 
Během explozivní erupce, kdy dochází k procesu odplynění magmatu, se roztavená hornina fragmentuje do pyroklastik. Podle frakce (velikosti zrn) se dělí na: 
- sopečný popel (<2 mm)
- sopečná struska (2-64 mm)
- lávové bomby (>64 mm)

### Sopečný spad
Při explozivních erupcí vzniká oblak popela, kusů hornin a sopečných plynů. V závislosti na aktuální meteorologické situaci se šíří po směru větru. Vlivem působení gravitace z něho vypadává sopečný materiál, který se snáší a zasypává zemský povrch, což se označuje jako vulkanický spad. Zároveň dochází k přirozenému vytřídění kusů pyroklastik na základě jejich frakce. Blíže ke zdroji erupce se hromadí větší úlomky, jelikož mají větší hmotnost. S rostoucí vzdáleností od sopky se usazují úlomky menší frakce. Jemný sopečný popel mohou větry zanést na velké vzdálenosti a rovněž může proniknout do stratosféry, kde může setrvat po dobu několik měsíců.
Během silných erupcí je sopečný spad schopný postihnout rozsáhlá území. Nezpevněná vrstva pyroklastik na zemském povrchu, které nebyla remobilizována z místa, kde se usadila, se nazývají tefrou. Je obecně známo, že nejvíc vyvrženin a tedy nejintenzivnější vulkanický spad zapříčiňují erupce pliniovského typu. Například při erupci Vesuvu v roce 79 zasypalo římské město Pompeje (ležící 10 km od sopečného kráteru) zhruba 6 metrů sopečného materiálu. Spad se může snášet i z větrem hnaného oblaku popela, který byl předtím součástí pyroklastického proudu nebo přívalu.

### Rizika
Vulkanický spad je nejrozšířenější sopečnou hrozbu. Vážné riziko představuje pro střechy budov. Jejich únosnost se odvíjí od specifických klimatických podmínek. Hustota suchého sopečného popela dosahuje 500 až 1 500 kg/m³, zatímco v mokrém stavu může překračovat i 2 000 kg/m³. Již 10 cm tlustá vrstva popela může kriticky zatížit střešní konstrukci. To vede k poškození konstrukčních prvků, v horším případně ke zřícení střechy a usmrcení osob uvnitř. Během erupce filipínského vulkánu Pinatubo v červnu 1991, mělo selhání střešních konstrukcí na svědomí smrt 300 osob navzdory tomu, že se nacházely více než 40 km od sopky mimo evakuovanou oblast. Sopečný popel znečišťuje ovzduší a zvyšuje celkovou prašnost, což výrazně eliminují dešťové srážky. Velmi vysoké koncentrace mohou dokonce snížit viditelnost na pouhý 1–2 m. Vdechování dráždí plíce, vyvolává astmatické symptomy a pacientů s chronickým respiračním onemocněním často zhoršuje jejich zdravotní stav. Výjimečně může přivodit i silikózu. Sopečný popel se skládá z částeček vulkanického skla a rozdrcené horniny, tudíž se velmi odlišuje od měkkého popela, vznikající spalováním dřeva. Proto má relativně vysokou tvrdost, abrazivní účinky, mírně korozivní účinky, elektrickou vodivost a není rozpustný ve vodě. Kvůli těmto vlastnostem je hrozbou pro infrastrukturu, jelikož dokáže zkratovat elektrickou síť, zanést kanalizaci, ucpat filtry vozidel, kontaminovat úpravny vody či ucpat ventilační systémy (např. nemocnic či výrobních hal). Odklízení vrstvy popela je značně náročné na čas a zdroje. Obzvlášť vysoké riziko představuje pro leteckou dopravu. Oblaka popela nemohou být detekována palubním radarem a ani piloti je nemusí být schopní rozeznat od běžných oblaků. Abrazivní efekt částic může poškodit motory a přední hranu křídel, přičemž okna kokpitu dokáže zcela zneprůhlednit. Největší nebezpečí představuje pro vnitřek proudových motorů. Vysoké teploty ve spalovací komoře nasátý sopečný popel roztaví a výsledná hmota se následně usazuje na lopatkách turbín, což vede k narušení nebo úplnému zastavení chodu proudového motoru. Známý incident se odehrál 24. června 1982, když Let 9 vletěl do oblaka popela ze sopky Galunggung a vysadily mu všechny čtyři motory. Boeing 747 následně bezpečně přistál se třemi funkčními motory. Na základě zkušeností z toho incidentu věnuje letecká doprava značnou pozornost geologickým službám a vulkanologickým institutům, monitorující aktivitu sopek. Na jaře roku 2010 vybuchla subglaciální vulkán Eyjafjallajökull. Bouřlivý kontakt magmatu s ledovce vedl k jeho fragmentaci na velmi jemný sopečný popel, který atmosférické proudění odneslo nad Evropu. To vedlo k šestidennímu zastavení veškeré letecké dopravy, včetně několikatýdenním omezením na celém světadílu.
V rámci životního prostředí může sopečný spad poškodit zemědělskou úrodu, znečistit zvířatům zdroje potravy a vody nebo otrávit pastviny (například vysokým obsahem fluoru).

## Galerie

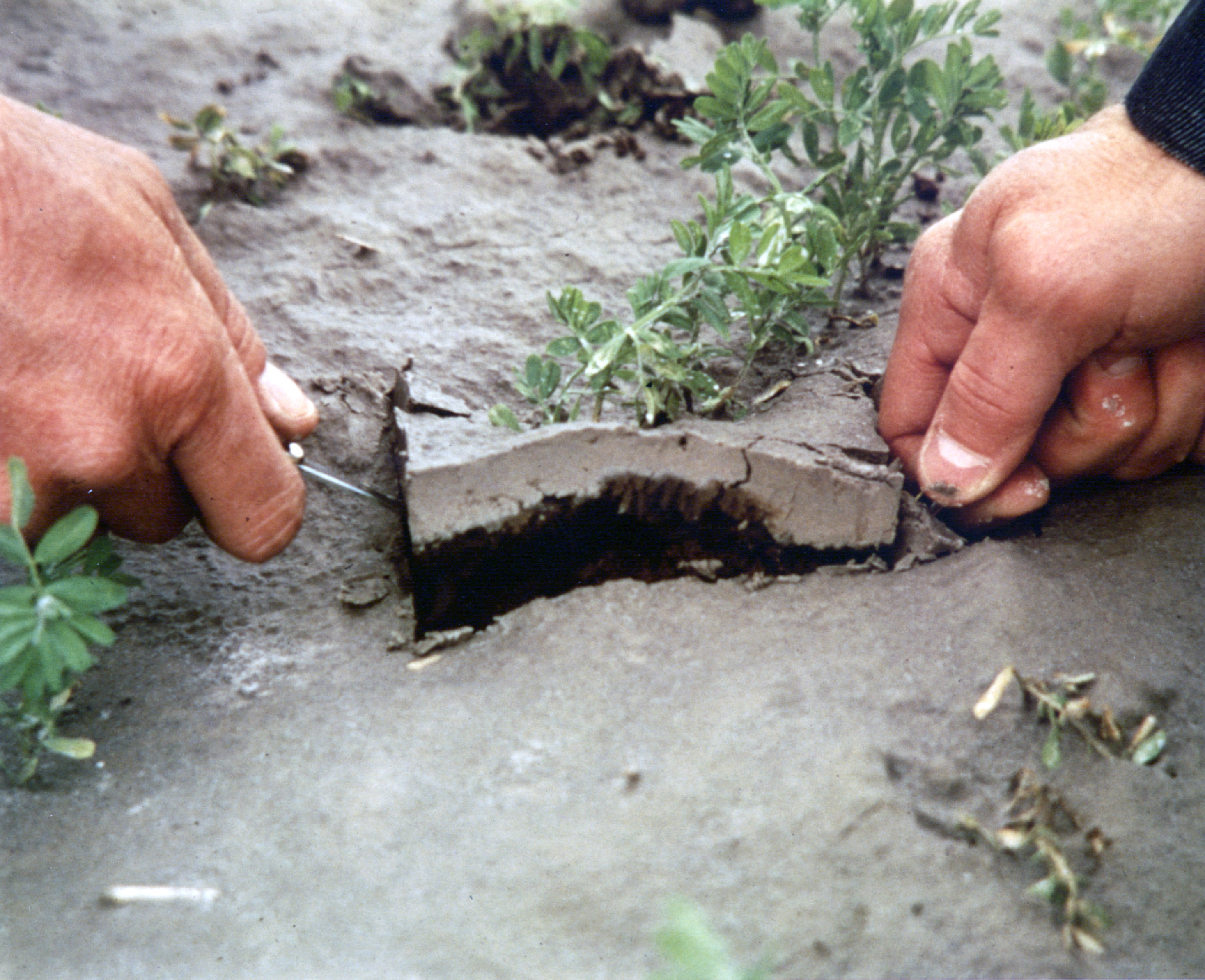
Vrstva tefry po erupci americké Mount St. Helens (1980)
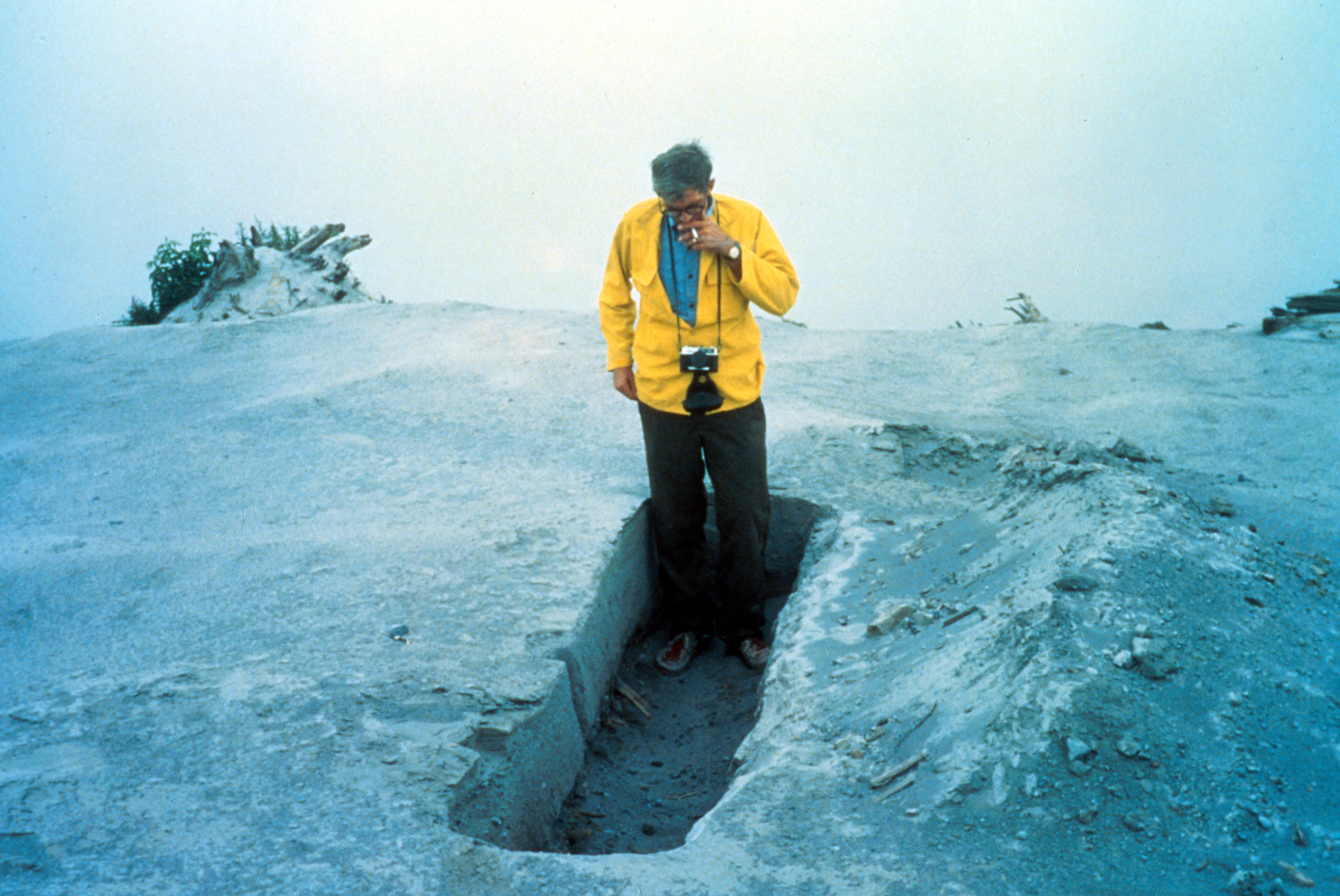
46 cm tlustá vrstva popela po erupci Mount St. Helens (1980).
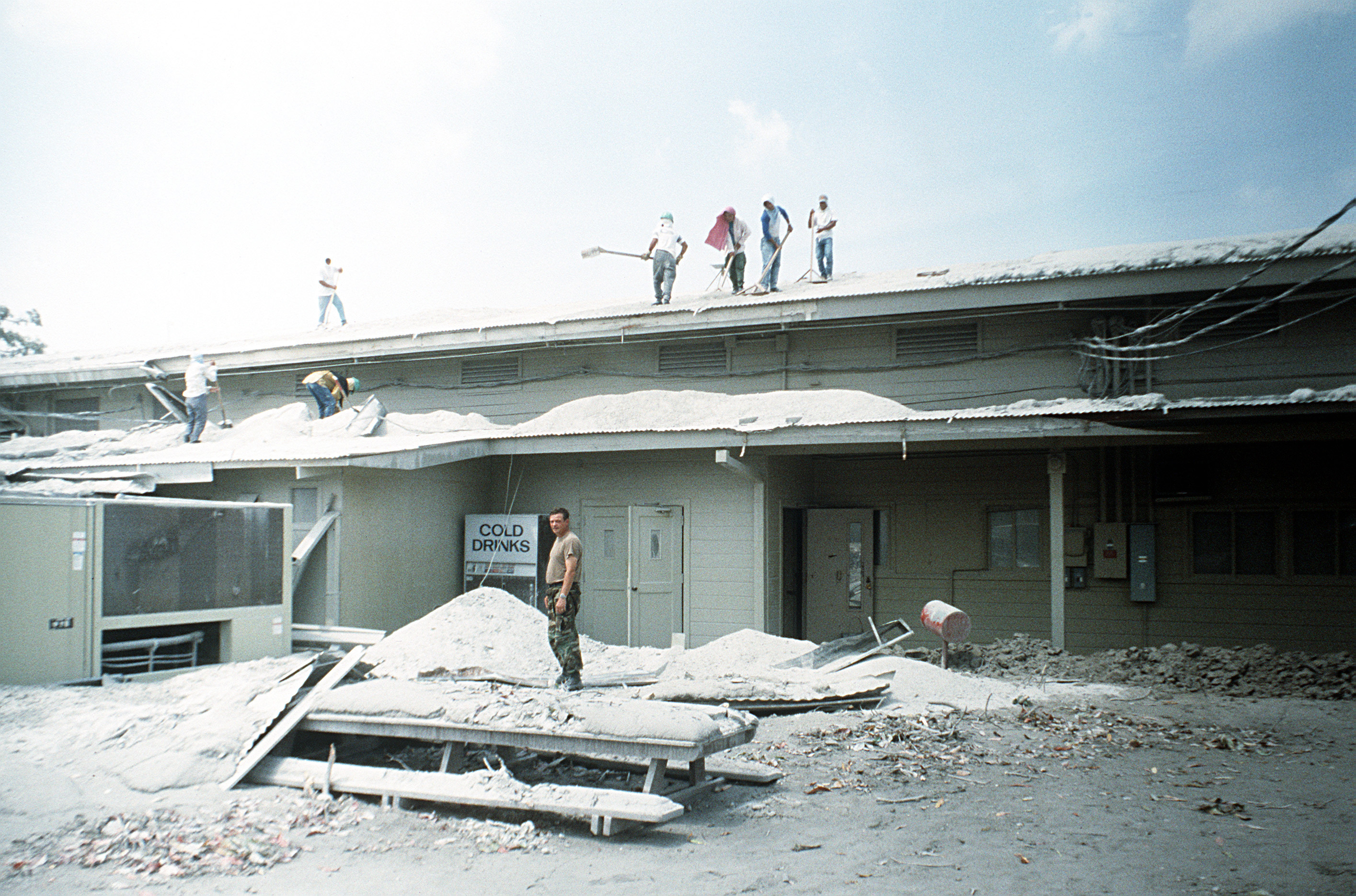
Odklízecí práce po výbuchu Pinatubo (1991).
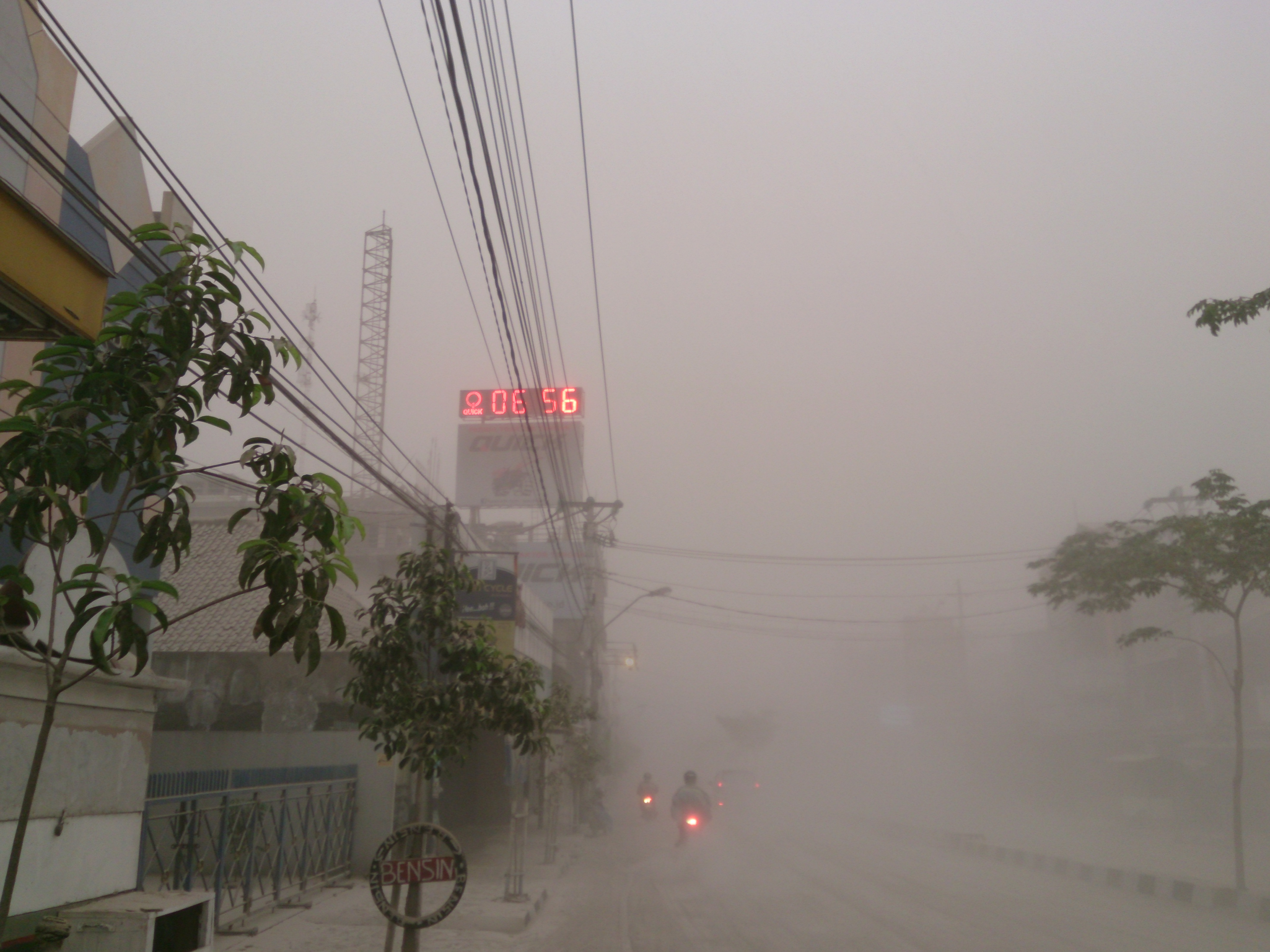
Zhoršená viditelnost a celková prašnost po výbuchu Kelut v Indonésii (2014).
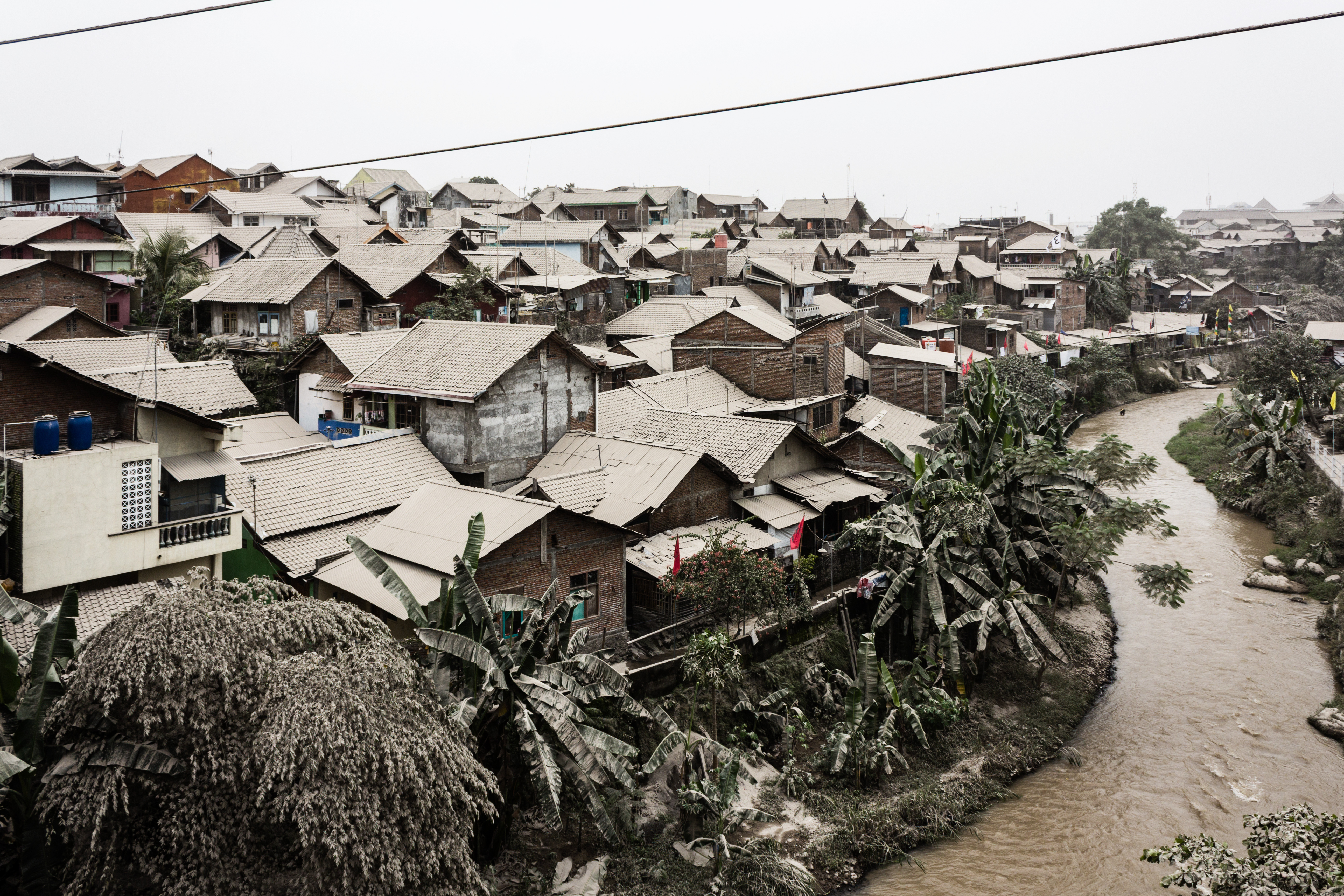
Popelem pokryté město Yogyakarta, ležící 200 km od Kelut.
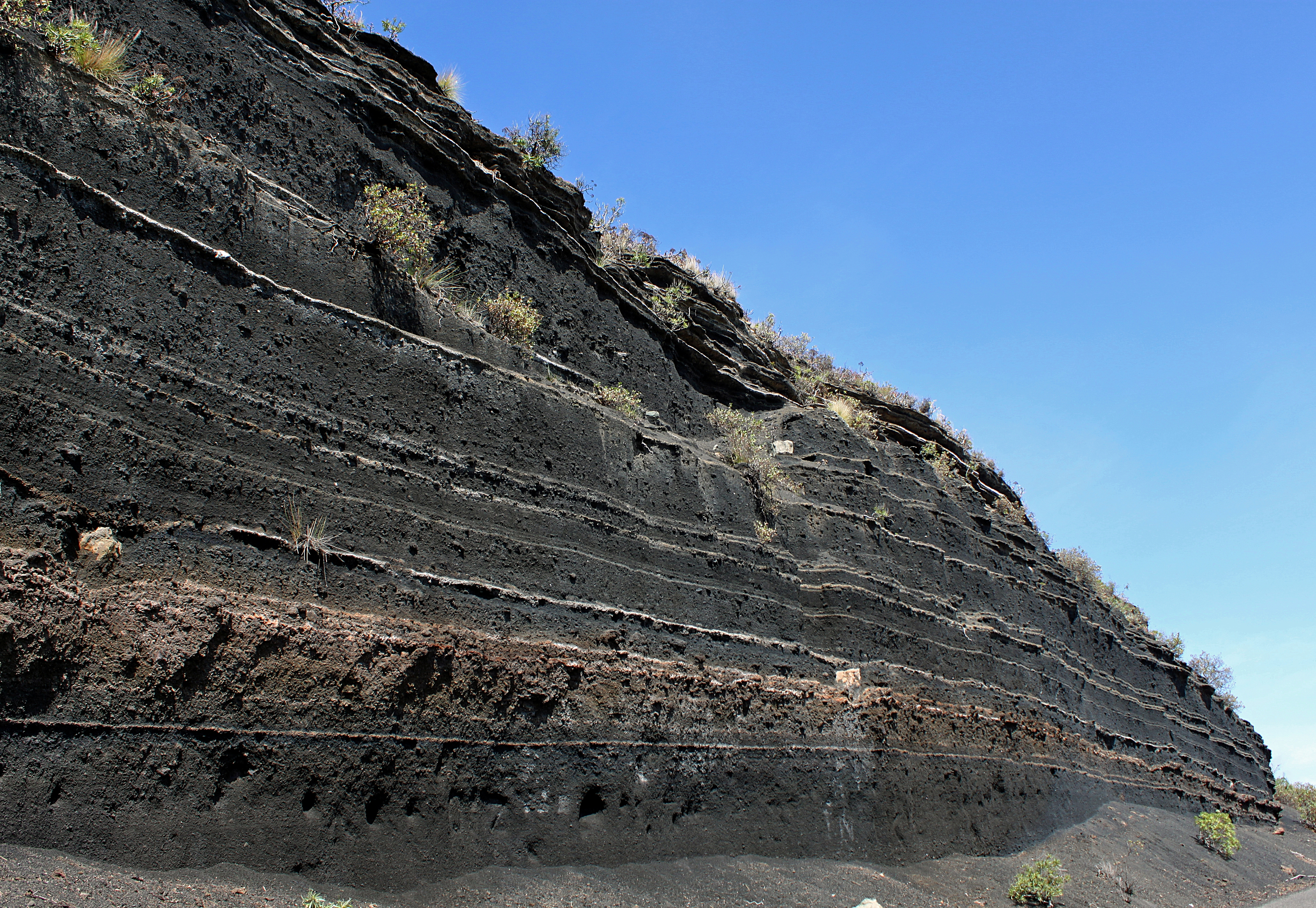
Odkryté vrstvy pyroklastik z různých erupcí u Pico de Badama na ostrově Gran Canaria.